# Saint-Martial-le-Vieux
Saint-Martial-le-Vieux település Franciaországban, Creuse megyében. Lakosainak száma 151 fő (2022. január 1.). Saint-Martial-le-Vieux Couffy-sur-Sarsonne, Lamazière-Haute, Saint-Rémy, La Courtine és Saint-Oradoux-de-Chirouze községekkel határos.

## Népesség
A település népessége az elmúlt években az alábbi módon változott:
| Lakosok száma | 137  | 95   | 103  | 123  | 134  | 134  | 136  | 139  | 143  | 151  |
|               | 1968 | 1982 | 1990 | 2006 | 2013 | 2015 | 2017 | 2019 | 2020 | 2022 |